# Сењера
Сењера (кат. senyera — „барјак”, „стег”, „инсигнија” или уопштено „застава”) вексилолошки је симбол заснован на грбу Круне Арагона, који се састоји од четири пруге црвене боја на жутој подрлози. Овај грб, често називан „пруге Арагона” или једноставније „четири пруге”, историјски представља краља Круне Арагона.
Модели сењере данас су застава четири шпанске аутономне заједнице (Арагон, Балеарска Острва, Валенсијанска Заједница и Каталонија) и историјског каталонског града Алгеро на Сардинији. Налази се и на грбу Шпаније, грбовима Источних Пиринеја и Провансе-Алпа-Азурне обале, застави Русиона, Капсира, Валеспира и Провансе у Француској, на једној четвртини грба Андоре и на мјесним заставама многих општина које се налазе на овим територијама. Сењера (понекад заједно са заставом Андоре) неформално се користи за представљање каталонског језика.
Такође је синоним за Краљевску заставу, иако се ријеч обично односи на каталонске и арагонске заставе. На арагонском језику, обично се користи назив „Знак Арагона”.

## Поријекло и историја
Порекло сењере је дискутабилно. Неки извори тврде да вуче каталонске корене из грба барселонских грофова, док други тврде да је њено порекло везано за грб краљева Арагона, и да је у средњем веку био познат као краљевски знак Арагона (лат. signum nostri). Од појаве Католичких краљева, почиње да се користи као територијални симбол.
Према легенди, настанак сењере се дугује првом грофу од Барселоне, Вилфреду Длакавом. Једном приликом, он и његови људи допринели су убедљивој победи Франака над Норманима. Награда коју им је припремио краљ Карло Ћелави био је златни штит. Легенда каже да је сам краљ крвљу рањеног Вилфреда нацртао својим прстима четири црвене пруге на златном штиту, међутим, модерна истраживања су побила ову теорију.
Сењера је једна од најстаријих застава на свету. Прва документована референца употребе сењере датира из доба Рамона Беренгера IV (1150) где се четири црвене пруге на златној подлози појављују на његовом грбу, то јест, грбу грофова од Барселоне. Постоје претпоставке да су се четири пруге на златној подлози користиле још у IX веку као застава грофова од Каркасона.
У почетку, положај и број пруга је био различит - могле су бити хоризонтално или вертикално положене, али на крају је преовладао распред и број који и данас чини званичну заставу Каталоније:четири црвене и пет златних (жутих) пруги једнаке дебљине у хоризонталном положају. Истовремено ова застава представља базу за заставе других аутономних покрајина - Валенсијанске покрајине, Арагона, и Балеарских острва.